# Klunen

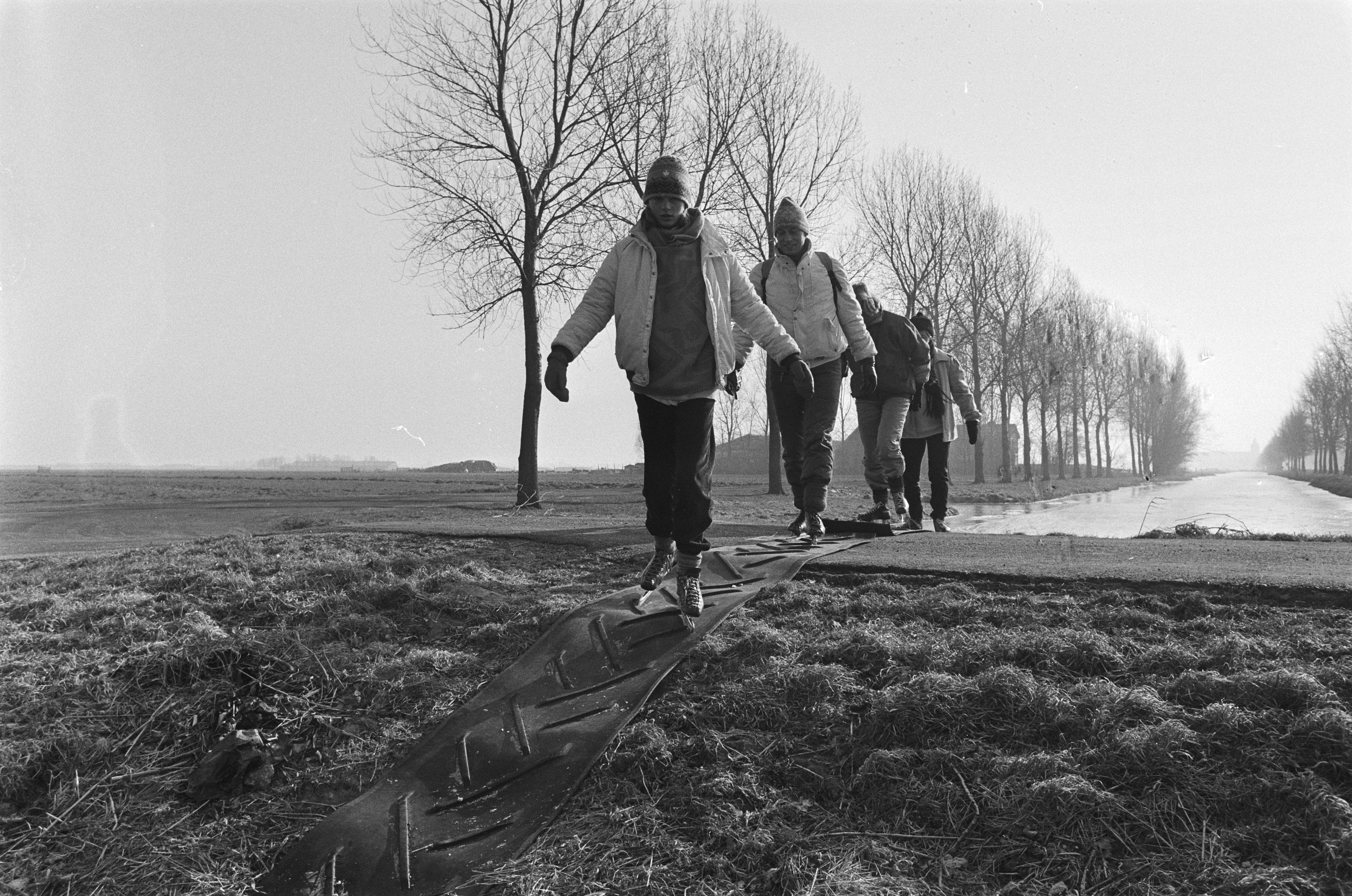
Klunen in 1986 nabij Edam

Klunen is een Fries leenwoord dat lopen op schaatsen betekent.
Bij schaatstochten is het niet altijd mogelijk de gehele tocht op de schaats af te leggen. Zo is het ijs onder bruggen vaak te dun (of zelfs afwezig) of heeft de scheepvaart wateren open gehouden.
Dit betekent dat de schaatser, als hij verder wil, op zulke stukken zijn schaatsen af zal moeten doen en over de wal om de hindernis heen zal moeten lopen. Om bij schaatsevenementen op natuurijs (zoals de Friese Elfstedentocht) de schaatsen te beschermen, worden er op dergelijke plaatsen planken en matten neergelegd, waarover de schaatser - met de schaatsen aan de voeten - kan lopen zonder dat de ijzers beschadigd raken. Daarnaast kan men ook speciale schaatsbeschermers om de schaatsen doen voor het klunen. Dit zijn rubberen hoezen die om de ijzers passen, zodat men op de schaatsen over stenen kan lopen zonder dat de ijzers beschadigd raken. Dit is handig als er geen planken of matten liggen. Dit lopen op schaatsen wordt in het Fries klune genoemd.

## Kano
Kanovaarders hebben de term overgenomen. Bij het bevaren van beken zitten er vaak stuwen in de weg of verspert een omgevallen boom de doorgang. De kano wordt dan overgedragen. In plaats van "overdragen" spreekt men ook vaak van "klunen".

## Fietsen
Bij de jaarlijkse Fietselfstedentocht moet soms lang gewacht worden bij een brug of stempelpost. Het is slecht voor de plaatjes onder de schoenen van racefietsers. Ook dit wordt wel "klunen" genoemd.

## Carnaval
In Breda organiseert men jaarlijks op de derde zondag voor carnaval een klûntocht. Hierbij worden diverse cafés in Breda omgedoopt tot steden uit de Elfstedentocht, zoals Workum en Sneek. Deelnemers kunnen een stempelkaart kopen en de cafés langsgaan om zo een kruisje te verdienen. De opbrengst van de kaartverkoop gaat ieder jaar naar een goed doel. Het idee van een klûntocht met carnaval werd overgenomen uit Oss en later in meer Brabantse steden gehouden, zoals in Roosendaal. 
In Breda trekt de klûntocht ieder jaar duizenden bezoekers en rijden er extra bussen. De binnenstad is geheel in carnavalssfeer met een 'Fries tintje'. Tijdens de drukte heb je bij de deelnemende cafés alleen toegang met een stempelkaart!